# Tiberio Flavio Novio Rufo
Tiberio Flavio Novio Rufo (en latín: Tiberius Flavius Novius Rufus) fue un político y senador del Imperio Romano a principios del siglo III.
En 218-219/220 fue gobernador de la provincia Moesia Inferior.